# Lobostemon sanguineus
Lobostemon sanguineus är en strävbladig växtart som beskrevs av Schlechter. Lobostemon sanguineus ingår i släktet Lobostemon och familjen strävbladiga växter. Inga underarter finns listade i Catalogue of Life.